# Julie Murphy

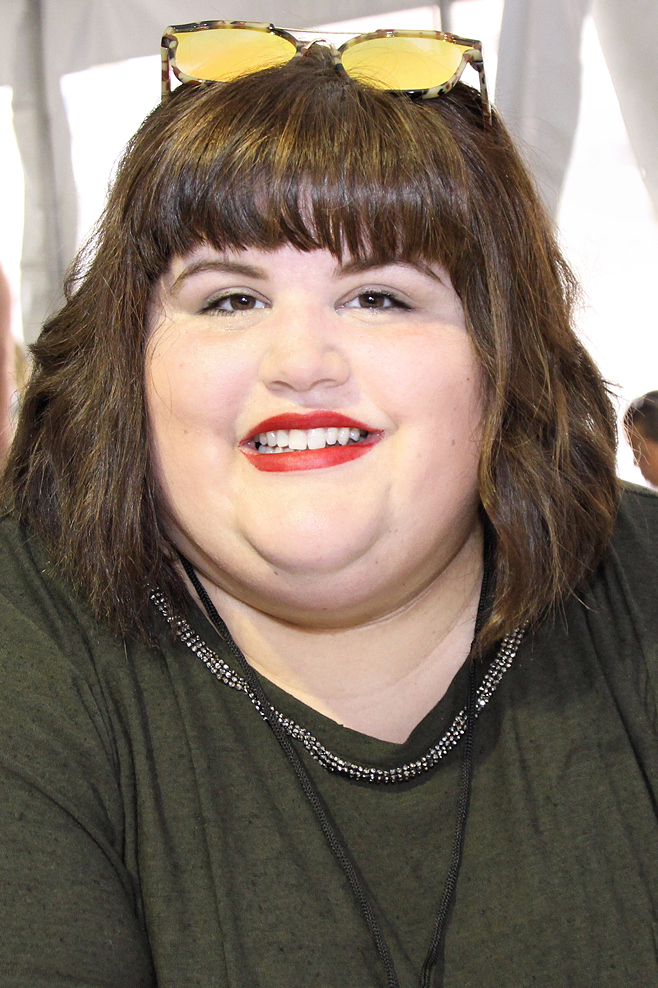
Murphy no 2017 Texas Book Festival.

Julie Murphy é a autora do #1 livro do New York Times, ela escreveu Side Effects May Vary, Dumplin', Ramona Blue e Puddin’ (2018). Murphy escreveu seu primeiro romance, Side Effects May Vary, durante o National Novel Writing Month, enquanto trabalhava como bibliotecária no norte do Texas. Ela mora no norte do Texas com o marido. Murphy é abertamente bissexual.